# 94 (tal)
94 (fireoghalvfems, på checks også nitifire) er det naturlige tal som kommer efter 93 og efterfølges af 95.

## Inden for videnskab
- 94 Aurora, asteroide
- M94, spiralgalakse i Jagthundene, Messiers katalog

## Eksterne links
- Wikimedia Commons har flere filer relateret til 94 (tal)